# Stadio Nicola Ceravolo
Stadio Nicola Ceravolo – stadion piłkarski znajdujący się w mieście Catanzaro we Włoszech. 
Swoje mecze rozgrywa na nim zespół US Catanzaro. Jego pojemność wynosi 13 619.